# Orgilus nigripennis
Orgilus nigripennis är en stekelart som först beskrevs av Dahl 1912.  Orgilus nigripennis ingår i släktet Orgilus och familjen bracksteklar. Inga underarter finns listade i Catalogue of Life.